# نورمن وایتفیلد
نورمن وایتفیلد (انگلیسی: Norman Whitfield؛ ۱۲ مه ۱۹۴۰ – ۱۶ سپتامبر ۲۰۰۸) یک موسیقی‌دان اهل ایالات متحده آمریکا بود. وی بین سال‌های ۱۹۵۸ تا ۱۹۸۶ میلادی فعالیت می‌کرد.